# Harbouria trachypleura
Harbouria es un género monotípico de plantas herbáceas perteneciente a la familia de las apiáceas.  Su única especie Harbouria trachypleura, se encuentra en Estados Unidos. 

## Descripción
Es una hierba perennifolia que se distribuye por en Colorado, Wyoming y Nuevo México.

## Taxonomía
Harbouria trachypleura fue descrita por (A.Gray) J.M.Coult. & Rose y publicado en Revision of North American Umbelliferae 125. 1888
Sinonimia
- Thaspium trachypleurum A. Gray[3]